# کنستنس مارکیویچ
کنستنس جورجینا مارکِیِویچ (لهستانی: Markiewicz [marˈkʲɛvitʂ]؛ née Gore-Booth؛ ۴ فوریه ۱۸۶۸–۱۵ ژوئیه ۱۹۲۷)، شهره به نام‌های کنتس مارکیویچ و مادام مارکیویچ، یک سیاستمدار و انقلابی ایرلندی بود. او اولین زنی بود که به عضویت مجلس بریتانیا برگزیده شد و همچنین اولین وزیر زن در اروپا بود هنگامی که برای وزارت امور کارگران ایرلند از سوی اولین دوره دایل ایرین انجام وظیفه کرد. وی از سال ۱۹۲۱ تا ۱۹۲۲ و از ۱۹۲۳ تا ۱۹۲۷ از حوزه انتخابیه دوبلین جنوبی در مجمع‌عمومی ایرلند (مجلس سفلا و مجلس قانونگذاری) خدمت کرد. او از سال ۱۹۱۸ تا ۱۹۲۲ عضو مجلس عوام بریتانیا بود.

## پیشینه سیاسی

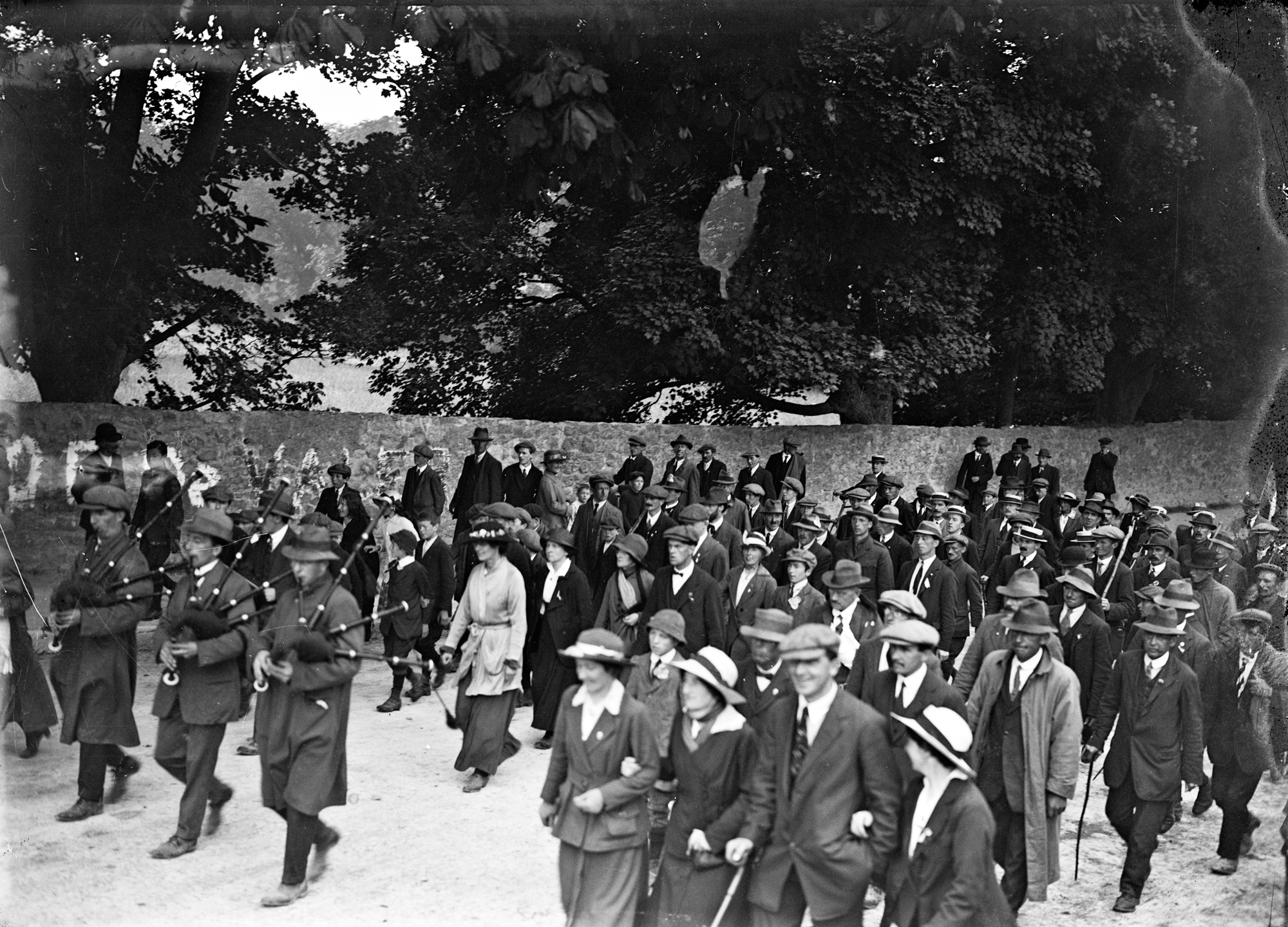
مارکیویچ در رژه‌ی پیروزی

او یکی از اعضای مؤسس ارتش شهروند ایرلندی بود، که در قیام عید پاک سال ۱۹۱۶ شرکت کرد، زمانی که جمهوری خواهان ایرلندی تلاش کردند به حکومت بریتانیا پایان دهند و جمهوری ایرلندی را تأسیس کنند. به دلیل این فعالیت‌های سیاسی و نظامی او ابتدا به اعدام محکوم شد اما به دلیل جنسیت با یک درجه تخفیف به حبس ابد محکوم شد. در ۲۸ دسامبر ۱۹۱۸، او اولین زنی بود که به مجلس عوام بریتانیا انتخاب شد، اگرچه در آن زمان در زندان هالووی بود و در سیاست حزبی کرسی خود را گرفت. در عوض، او و سایر نمایندگان مجلس شین فین را تشکیل دادند. او همچنین یکی از اولین زنان در جهان بود که از سال ۱۹۱۹ تا ۱۹۲۲ به عنوان وزیر کابینه خدمت کرد.
مارکیویچ در طی جنگ داخلی ایرلند مخالف پیمان انگلیس و ایرلند بود. او تا یک سال قبل از مرگ عضو شین فین بود.

## زندگی
کنستانس جورجینا گور بوث در سال ۱۸۶۸ در دروازه باکینگهام لندن به دنیا آمد، وی دختر بزرگ زمیندار بزرگ و کاوشگر قطب شمال سر هنری ویلیام گور بوث بود که دارای ملکی به مساحت ۱۰۰ کیلومتر مربع (۳۹ مایل مربع) بود. در طول قحطی ۱۸۷۹–۱۸۸۰، سر هنری به مستاجرین در املاک خود در خانه لیسادیل در شمال شهرستان اسلایگو در شمال غربی ایرلند غذای رایگان ارائه کرد. این کار نمونه سر هنری الهام بخش جورجینا و خواهر کوچکترش، ایوا گور بوث، شد تا عمیقاً به کارگران و فقرا اهمیت دهند. این خواهران از دوستان دوران کودکی شاعر سرشناس ایرلندی ویلیام باتلر ییتس بودند که به خانه خانوادگی آنها رفت و آمد می‌کرد و تحت تأثیر ایده‌های هنری و سیاسی او بودند.
گور بوث ابتدا قصد داشت نقاش شود. در سال ۱۸۹۲، او برای تحصیل به مدرسه هنرهای زیبای اسلید در لندن رفت، در این زمان بود که گور بوث برای اولین بار از نظر سیاسی فعال شد و به اتحادیه ملی انجمن‌های حق رأی زنان پیوست. او بعداً به پاریس نقل مکان و در آکادمی جولیان ثبت نام کرد و در آنجا با همسر آینده‌اش، کازیمیر مارکیویچ، هنرمندی از یک خانواده ثروتمند لهستانی (اوکراین فعلی) آشنا شد.
آنها در سال ۱۹۰۳ به دوبلین نقل مکان کردند و کنستنس به عنوان یک نقاش منظره شهرت یافت. در سال ۱۹۰۵، همراه با هنرمندان سارا پورسر، ناتانیل هون، والتر آزبورن و جان باتلر ییتس، نقش مهمی در تأسیس باشگاه هنرهای متحد داشت، تلاشی برای گرد هم آوردن همه کسانی که دارای تمایلات هنری و ادبی در دوبلین بودند. این گروه شامل چهره‌های برجسته لیگ گیلیک بود که توسط اولین رئیس‌جمهور ایرلند، داگلاس هاید، تأسیس شد. اگرچه این اتحادیه به‌طور رسمی فقط به حفظ زبان و فرهنگ ایرلندی توجه داشت، اما بسیاری از میهن پرستان و رهبران سیاسی آینده را گرد هم آورد.

## درگذشت
مارکیویچ در ۱۵ ژوئیه ۱۹۲۷ در سن ۵۹ سالگی به دلیل عوارض ناشی از دو عمل آپاندیسیت درگذشت. پیش از این او آخرین دارایی‌های خود را بخشیده بود و در عذاب عمومی «در میان فقرایی که آرزو داشت باشد» از دنیا رفت. یکی از پزشکانی که از او مراقبت می‌کرد، همکار انقلابی او، کاتلین لین بود. کازیمیر و استانیسلاس مارکیویچ، ایمون دی والرا و هانا شیهی اسکفینگتون نیز بر بالین او حضور داشتند. او در روتوندا دفن شد، جایی که او در بسیاری از جلسات سیاسی سخنرانی کرده بود. هزاران دوبلینی که او را دوست داشتند در خیابان اوکانل و میدان پارنل صف کشیدند تا شاهد عبور جسد وی بوده و به «مادام» ادای احترام کنند. چهار ساعت طول کشید تا تشییع جنازه آغاز شود، از روتوندا تا دروازه‌های گورستان گلاسنوین. ایمون دی والرا سخنرانی تشییع جنازه را انجام داد که مایکل کولینز آن را «تنها سخنی که شایسته‌است بالای قبر یک زن انقلابی بیان شود» نامید.